# Charmes-la-Grande
Charmes-la-Grande és un municipi francès situat al departament de l'Alt Marne i a la regió del Gran Est. L'any 2007 tenia 167 habitants.

## Demografia

### Població
El 2007 la població de fet de Charmes-la-Grande era de 167 persones. Hi havia 72 famílies de les quals 24 eren unipersonals (16 homes vivint sols i 8 dones vivint soles), 16 parelles sense fills, 28 parelles amb fills i 4 famílies monoparentals amb fills.
La població ha evolucionat segons el següent gràfic:
Habitants censats

### Habitatges
El 2007 hi havia 98 habitatges, 71 eren l'habitatge principal de la família, 14 eren segones residències i 13 estaven desocupats. 95 eren cases i 3 eren apartaments. Dels 71 habitatges principals, 52 estaven ocupats pels seus propietaris, 18 estaven llogats i ocupats pels llogaters i 2 estaven cedits a títol gratuït; 5 tenien dues cambres, 13 en tenien tres, 20 en tenien quatre i 34 en tenien cinc o més. 55 habitatges disposaven pel capbaix d'una plaça de pàrquing. A 27 habitatges hi havia un automòbil i a 32 n'hi havia dos o més.

### Piràmide de població
La piràmide de població per edats i sexe el 2009 era:
| Homes | Edats   | Dones |
| ----- | ------- | ----- |
| 0     | 95 o +  | 0     |
| 0     | 90 a 94 | 4     |
| 0     | 85 a 89 | 0     |
| 0     | 80 a 84 | 0     |
| 4     | 75 a 79 | 4     |
| 4     | 70 a 74 | 8     |
| 12    | 65 a 69 | 8     |
| 4     | 60 a 64 | 0     |
| 8     | 55 a 59 | 4     |
| 0     | 50 a 54 | 0     |
| 4     | 45 a 49 | 4     |
| 12    | 40 a 44 | 8     |
| 0     | 35 a 39 | 4     |
| 4     | 30 a 34 | 4     |
| 8     | 25 a 29 | 8     |
| 0     | 20 a 24 | 12    |
| 0     | 15 a 19 | 0     |
| 12    | 10 a 14 | 0     |
| 12    | 5 a 9   | 4     |
| 0     | 0 a 4   | 4     |

## Economia
El 2007 la població en edat de treballar era de 99 persones, 78 eren actives i 21 eren inactives. De les 78 persones actives 69 estaven ocupades (42 homes i 27 dones) i 9 estaven aturades (5 homes i 4 dones). De les 21 persones inactives 7 estaven jubilades, 6 estaven estudiant i 8 estaven classificades com a «altres inactius».

### Ingressos
El 2009 a Charmes-la-Grande hi havia 71 unitats fiscals que integraven 177 persones, la mediana anual d'ingressos fiscals per persona era de 16.272 €.

### Activitats econòmiques
Dels 5 establiments que hi havia el 2007, 1 era d'una empresa extractiva, 1 d'una empresa alimentària, 1 d'una empresa de fabricació d'altres productes industrials i 2 d'empreses de construcció.
Dels 2 establiments de servei als particulars que hi havia el 2009, 1 era una fusteria i 1 electricista.
L'any 2000 a Charmes-la-Grande hi havia 6 explotacions agrícoles.

## Equipaments sanitaris i escolars
El 2009 hi havia una escola elemental integrada dins d'un grup escolar amb les comunes properes formant una escola dispersa.

## Poblacions més properes
El següent diagrama mostra les poblacions més properes.